# Tab Hunter
Pour les articles homonymes, voir Hunter.
Arthur Andrew Kelm, dit Tab Hunter, est un acteur et chanteur américain, né le 11 juillet 1931 à New York (État de New York) et mort le 8 juillet 2018 à Santa Barbara (Californie).

## Biographie

### Enfance
Arthur Andrew Kelm naît le 11 juillet 1931 à New York. Il est encore enfant lorsque sa mère quitte son père violent et demande le divorce. À quinze ans, il devient garde-côte en mentant sur son âge, avant d'être découvert. C'est là qu'il rencontre Dick Clayton qui lui suggère d'être acteur et le présente à Henry Wilson, l'agent à la réputation sulfureuse, spécialiste des « beaux garçons » à Hollywood.

### Carrière

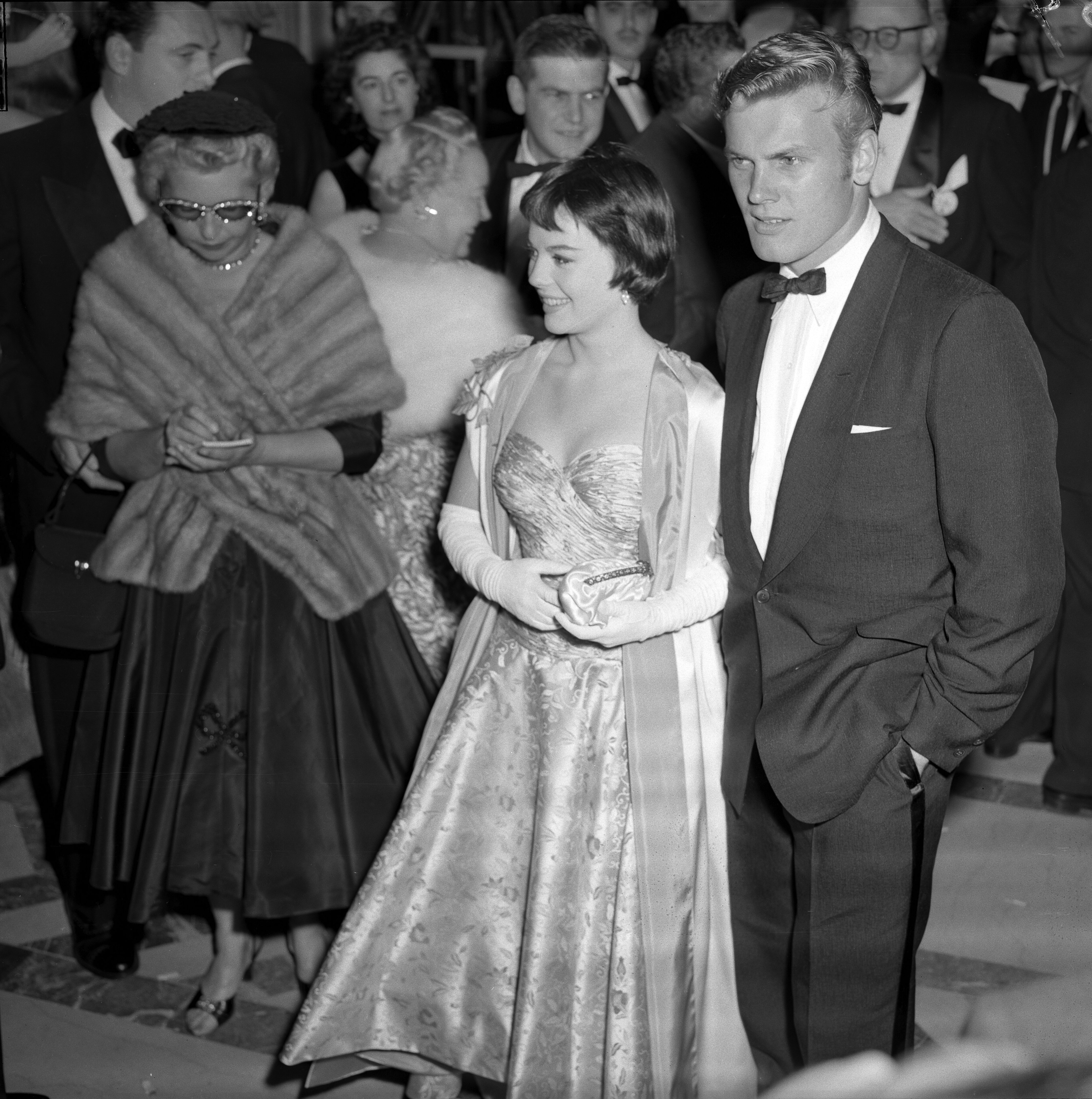
Tab Hunter et Natalie Wood en 1956.

En 1955, signé chez Warner, Tab Hunter se révèle, d'abord avec The Sea Chase aux côtés de John Wayne, puis dans le rôle du petit frère de Robert Mitchum dans Track of the Cat.
En 1957, à la fois acteur et chanteur, il interprète sa chanson Young Love qui restera six semaines en tête du Billboard.
En 1964, il est sur les scènes de Broadway, aux côtés de Tallulah Bankhead, dans The Milk Train Doesn't Stop Here Anymore de Tennessee Williams.
Dans les années 1980, sa carrière bat de l’aile. Il joue dans des films oubliables comme Grease 2, mais donne la réplique à la drag queen Divine dans le film culte Polyester de John Waters.

### Mort

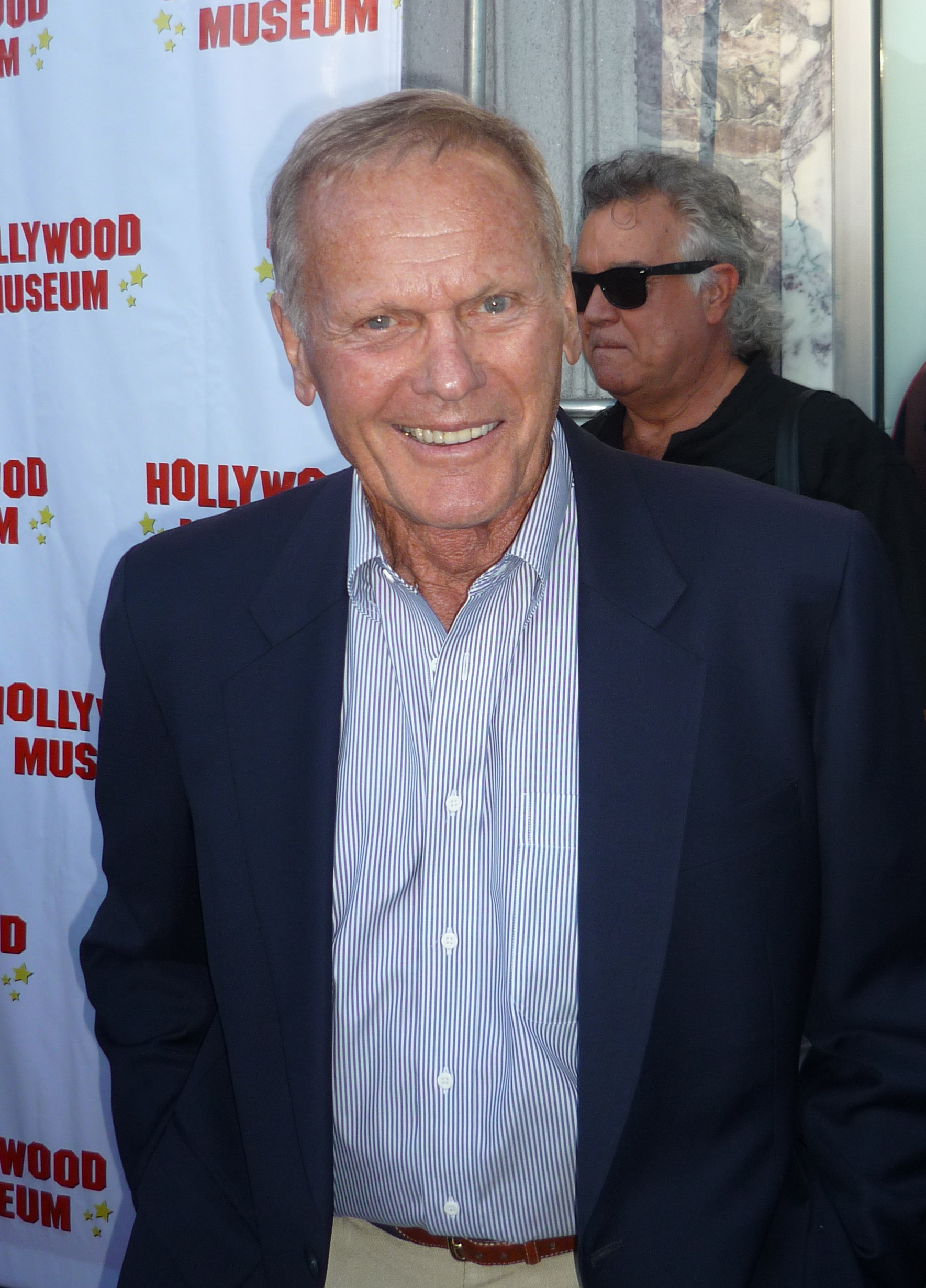
Tab Hunter en 2008.

Le 8 juillet 2018, trois jours avant son quatre-vingt-septième anniversaire, Tab Hunter meurt après un arrêt cardiorespiratoire à la suite de complications liées à une thrombose veineuse profonde. Selon son conjoint Allan Glaser, sa mort a été « soudaine et inattendue ».

### Vie privée
Tab Hunter est découvert par Henry Willson, spécialiste des acteurs gays à Hollywood, qui protège sa carrière avec des romances de façade avec les partenaires de ses films, comme Debbie Reynolds ou Natalie Wood. Pourtant, quand en 1955, Confidential (en) menace de révéler l'homosexualité de son autre poulain, Rock Hudson, Henry Willson n'hésite pas à raconter, en échange du silence du magazine, l'arrestation de Tab Hunter lors d'une soirée gay en 1950.
Dans les années 1950, il a une longue relation avec le patineur Ronald « Ronnie » Robertson, qu'il aide à financer sa carrière d'amateur. Dans les années 1960, il entretient une liaison avec Anthony Perkins. Il termine sa vie avec Allan Glaser, qui fut le producteur du documentaire Tab Hunter Confidential.
En 2005, après des années de rumeurs, il fait officiellement son coming out dans son autobiographie Tab Hunter Confidential: The Making of a Movie Star, un best-seller qui sera suivi d'un documentaire en 2015.

## Filmographie

### Longs métrages
- 1950 : Haines (The Lawless) de Joseph Losey : Frank O'Brien
- 1952 : L'Île du désir (Island of Desire) de Stuart Heisler : Michael J. « Chicken » Dugan
- 1953 : Tempête au Texas (Gun Belt) de Ray Nazarro : Chip Ringo
- 1953 : The Steel Lady de Ewald André Dupont : Bill Larson
- 1954 : Retour à l'île au trésor (Return to Treasure Island) de Ewald André Dupont : Clive Stone
- 1954 : Track of the Cat de William A. Wellman : Harold Bridges
- 1955 : Le Cri de la victoire (Battle Cry) de Raoul Walsh : Danny Forrester
- 1955 : Le Renard des océans (The Sea Chase) de John Farrow : Cadet Wesser
- 1956 : Collines brûlantes (The Burning Hills) de Stuart Heisler : Trace Jordon
- 1956 : The Girl He Left Behind de David Butler : Andy L. Shaeffer
- 1958 : C'est la guerre (Lafayette Escadrille) de William A. Wellman : Thad Walker
- 1958 : Le Salaire de la violence (Gunman's Walk) de Phil Karlson : Ed Hackett
- 1958 : Cette satanée Lola (Damn Yankees!) de George Abbott et Stanley Donen : Joe Hardy
- 1959 : Une espèce de garce (That Kind of Woman) de Sidney Lumet : Red
- 1959 : Ceux de Cordura (They Came to Cordura) de Robert Rossen : le lieutenant William Fowler
- 1961 : Mon séducteur de père (The Pleasure of his Company) de G. Seaton : Roger Berk Henderson
- 1962 :  La Flèche d'or (L'arciere delle mille e una notte) d'Antonio Margheriti : Hassan
- 1963 : Operation Bikini (en) de Anthony Carras : le lieutenant Morgan Hayes
- 1964 : Ride the Wild Surf de Don Taylor : Steamer Lane
- 1964 : Troubled Waters de Stanley Goulder : Alex Carswell
- 1965 : La Cité sous la mer (The City Under the Sea) de Jacques Tourneur : Ben Harris
- 1966 : Birds Do It de[Qui ?] : Lt. Porter
- 1967 : El dedo del destino de[Qui ?] : Jerry
- 1967 : Hostile Guns de R. G. Springsteen : Mike Reno
- 1968 : Échec international (Scacco internazionale) de Giuseppe Rosati : Patrick Harris
- 1969 : Le Pont sur l'Elbe (No importa morir) de León Klimovsky : Richard
- 1969 : La Vengeance est mon pardon (La vendetta è il mio perdono) de[Qui ?] : le shérif Durango
- 1972 : Juge et Hors-la-loi (The Life and Times of Judge Roy Bean) de John Huston : Sam Dodd
- 1973 : Sweet Kill de Curtis Hanson : Eddie Collins
- 1975 : Timber Tramps de Tay Garnett
- 1976 : Won Ton Ton, le chien qui sauva Hollywood (Won Ton Ton, the Dog Who Saved Hollywood) de Michael Winner : David Hamilton
- 1981 : Polyester de John Waters : Todd Tomorrow
- 1982 : Grease 2 de Patricia Birch : M. Stuart
- 1982 : Pandemonium de[Qui ?] : Blue Grange
- 1985 : Lust in the Dust de Paul Bartel : Abel Wood
- 1988 : Grotesque de[Qui ?] : Rod
- 1988 : Cameron's Closet de[Qui ?] : Owen Lansing
- 1989 : L'Arme du clown (Out of the Dark) de Michael Schroeder : Un chauffeur
- 1992 : Dark Horse de[Qui ?] : Perkins

### Téléfilms
- 1959 : Meet Me in St. Louis : John Truett
- 1971 : Hacksaw : Tim Andrews
- 1978 : Katie: Portrait of a Centerfold : Elliot Bender
- 1979 : The Kid from Left Field : Bill Lorant

### Séries télévisées
- 1955 : The Ford Television Theatre (en): Gig Spevvy
- 1955 : Climax! : Jimmy Piersall
- 1956 : Conflict : Donald McQuade
- 1956 et 1958 : Playhouse 90 : Stanley Smith / Donald Bashor
- 1959 : General Electric Theater : Un jeune homme
- 1960-1961 : The Tab Hunter Show : Paul Morgan
- 1962 : Saints and Sinners (en) : Sergent Eddie Manzak
- 1962 : Combat ! (Combat!) : Del Packer
- 1964 : L'Homme à la Rolls (Burke's Law) : Barney Blick
- 1970 : Le Virginien (The Virginian) : Cart Banner
- 1970 : San Francisco International Airport (en) : Stayczek
- 1972 : Cannon : Bob Neal
- 1973 : Ghost Story : Bob Herrick
- 1975 : L'Homme qui valait trois milliards (The Six Million Dollar Man) : Arnold Blake
- 1976 : Ellery Queen, à plume et à sang (Ellery Queen) : John Randall
- 1976 : McMillan (série télévisée) (McMillan & Wife) : Roger Thornton
- 1977 : Forever Fernwood : George Schumway
- 1977 : La croisière s'amuse (The Love Boat) : Dave King
- 1977-1978 : Mary Hartman, Mary Hartman : George Shumway
- 1978 : Hawaï police d'État (Hawaii Five-O) : Mel Burgess
- 1978 : Sergent Anderson (Police Woman) : Martin Quinn
- 1979 : Sweepstakes : Chip
- 1980 : Drôles de dames (Charlie's Angels) : Bill Maddox
- 1981 : Strike Force (en) : Dr Voorhees
- 1984 : L'Homme qui tombe à pic (The Fall Guy) : Anthony Haley

## Discographie
| Année | Titre                                    | Classements | Classements |
| Année | Titre                                    | US          | UK          |
| ----- | ---------------------------------------- | ----------- | ----------- |
| 1957  | Young Love                               | 1           | 1           |
| 1957  | Red Sails In The Sunset                  | 57          | —           |
| 1957  | Ninety-Nine Ways                         | 11          | 5           |
| 1957  | Don't Get Around Much Anymore            | 74          | —           |
| 1958  | Jealous Heart                            | 62          | —           |
| 1959  | (I'll Be with You) In Apple Blossom Time | 31          | —           |
| 1959  | There's No Fool Like A Young Fool        | 68          | —           |

## Publication
- (en) Tab Hunter et Eddie Muller, Hunter's autobiography, Tab Hunter Confidential: The Making of a Movie Star, 2006 (autobiographie)